# الفويلق
الفويلق مركز في منطقة القصيم في السعودية، وهو مركز فئة (أ) ويتبع إداريًا محافظة البكيرية.

## الموقع الجغرافي
تبعد الفويلق عن محافظة البكيرية حوالي 70 كم شمالاً، وتربطها عدة طرق من جهة الجنوب بمحافظة رياض الخبراء ومحافظة الرس مروراً بطريق القصيم - المدينة المنورة السريع، كما يربطها طريق بمطار القصيم الذي يبعد 70 كم، ويربطها طريق بمحافظة عيون الجواء 40 كم، وكذلك يربطها طريق بطريق القصيم - حائل السريع، كما يمر بها طريق يربطها بمنطقة حائل مروراً ببعض المراكز من الجهة الشمالية الغربية لمنطقة القصيم. وهيي للبشارية

## التأسيس
أسسها الأمير/ سعود بن ذويخ بن علي بن مشاع بن غادن البشري المزيني ، بأمر من الملك فيصل بن عبد العزيز وذلك في عام 1392هـ

## الجغرافيا[3]
تمتاز الفويلق بخصوبة أراضيها الزراعية ذات الإنتاج الوافر والمياه العذبة والغزيرة حيث يوجد فيها ما يقارب 700 مزرعة، وبعض مشاريع الدواجن والنخيل والقمح، ويحدها من الشمال والغرب أراضي برية واسعة تمتد حتى حدود منطقة حائل شمالاً، ومنطقة المدينة المنورة غربًا حيث أنه لا توجد مناطق زراعية بهذين الاتجاهين لوقوعهم داخل نطاق الدرع العربي حيث يستفيد من مراعيها أصحاب المواشي.

## التاريخ[4]
الفويلق موضع ماء قديم٬ وفي عام ١٣٥٠ انتقل البشارية والمراوين من مزينة من هجرة بقيعاء الشمالية إلى الفويلق غربي القصيم وعمروها٬ وقد شارك أهلها في معارك التوحيد مع مؤسس المملكة العربية السعودية الملك عبدالعزيز بن عبدالرحمن آل سعود في معركة السبلة عام ١٣٤٧ في بيرق خاص تحت قيادة الشيخ ذويخ بن علي البشري المزيني